# 李洛淵
李洛淵（：／ I Nak-yeon，1952年12月20日—），韓國自由派政治人物，歷任韩国国务总理、第16至19屆、第21屆韩国国会議員，以及第37任全羅南道知事。

## 生平
1979年起在东亚日报做了21年记者。當中有8年被派往日本工作。
2000年第16次总选，因金大中总统提拔，在故乡全罗南道咸平·灵光参选，从而投身于政界。从第16次到第19次总选，历任4次韩国国会议员，在初选时曾作为新千年民主党的发言人，2002年也作为卢武铉政府的发言人。作为发言人时期，曾参与国会交涉团体的代表演讲文的拟写，也为卢武铉总统拟写过就任演说。
凭借着在东京特派记者时积下的人脉关系，曾作为国会韩日议员联盟首席副会长。
2014年6月1日－2017年5月12日任第37任全罗南道知事。
2017年5月10日文在寅总统提名他为第45任国务总理候選人。5月31日国务总理提名案在国会通过，就任国务总理。
2019年10月22日代表大韓民國政府出席日本德仁天皇的即位禮。同年12月，李洛淵為準備2020年大韩民国国会选举，參選首爾鐘路區，決定辭去國務總理一職。
在2020年4月15日举行的国会选举中，李成功击败前代總統黄教安当选钟路选区议员。
2024年1月，李洛淵因不滿現任黨魁李在明而退出共同民主黨，加入新成立的新未來黨。在李洛淵退黨當天，129名共同民主黨議員發表聯合聲明，指控李洛淵「從未有過一次犧牲，只以黨的名義享受光榮並退黨。」
2025年5月27日，李洛淵宣布在2025年总统选举中支持金文洙。

## 学历
- 1965年 法圣浦初等学校 毕业
- 1968年 光州北星中学校 毕业
- 1971年 光州第一高等学校 毕业
- 1975年 首尔大学 法科大学 法学学士

## 履历
- 1979 东亚日报 入职
- 1989.12 东亚日报 外驻东京特派记者
- 1997.09 东亚日报 编辑部门 国际部次长
- 1997.10~1999.02 东亚日报 评论委员室 评论委员
- 1999.11~2002.02 东亚日报 编辑部门 国际部部长
- 2000.05~2004.05 第16任国会议员（全南 咸平郡/灵光郡，新千年民主党）
- 2000 人事听证会特别委员会 委员
- 2000 第16任 国会预决算特别委员会 委员
- 2000.12~2001.11 新千年民主党 第1政策调整委员长
- 2001.11~2002.04 新千年民主党 发言人
- 2002.06~2002.12 新千年民主党 发言人
- 2002.07~2003.04 国会国防委员会 干事
- 2002.09~2002.12 第16届总统选举 对策委员会 发言人
- 2002.12~2003.02 卢武铉总统候选人 发言人
- 2003.01~2003.02 第16任总统就任演说 准备委员会 委员
- 2003.03~2003.08 新千年民主党 代表最高委员 秘书室长
- 2003.04~2004.05 国会 产业资源委员会 委员
- 2003.11~2004.05 国会 历史真相调查委员会 委员
- 2004.05~2008.05 第17任国会委员（全南 咸平郡/灵光郡，新千年民主党→民主党→中立统合民主党→大统合民主新党→统合民主党）
- 2004.06~2008.05 国会 建设交通委员会 委员
- 2004.06~2005.05 新千年民主党 院内代表
- 2004.07~2006.07 国会 运营委员会 委员
- 2004.07~2008.05 国会 韩日议员联盟 社会文化分部 委员长
- 2005.05~2006.05 民主党 院内代表
- 2007.06~2007.07 中立统合民主党 最高委员
- 2007.08~2008.01 大统合民主新党 发言人
- 2008.05~2012.05 第18任国会委员（全南 咸平郡/灵光郡/长城郡，统合民主党→民主党→民主统合党）
- 2008.08~2010.06 国会 农林水产食品委员会 委员长
- 2008.11~2012.05 国会 韩日议员联盟 副会长，总干事
- 2010.07~2012.05 国会 保健福祉委员会 委员
- 2010.09~2011.12 民主党 全南支持党 委员长
- 2010.10~2011.05 民主党 秘书长
- 2011.12~2012.05 民主统合党 全南支持党 委员长
- 2012.05~2014.05 第19任国会议员（全南 潭阳郡/咸平郡/灵光郡/长城郡，民主统合党→民主党→新政治民主联合）
- 2012.07 国会 计划财政委员会 委员
- 2012.10~2012.11 第18届总统选举 民主统合党 共同选举对策委员会 委员长
- 2012.11 国会 韩日议员联盟 首席副会长
- 2013.03 民主统合党 全国议员大会 中央党 选举管理委员会 委员长
- 2014.07.01~2017.05.12 第37届民选6期 全罗南道知事（初选，新政治民主联合→共同民主党）
- 2017.05.31~2020.01.14 第45任 大韩民国 国务总理

## 選舉履歷
| 年度 | 選舉屆數       | 選舉區                              | 所屬政黨       | 得票數  | 得票率 | 當選標記 | 備註 |
| ---- | -------------- | ----------------------------------- | -------------- | ------- | ------ | -------- | ---- |
| 2000 | 第16屆國會選舉 | 全罗南道咸平郡·靈光郡               | 新千年民主党   | 37,863  | 60.20% |          |      |
| 2004 | 第17屆國會選舉 | 全罗南道咸平郡·靈光郡               | 新千年民主党   | 30,123  | 55.28% |          |      |
| 2008 | 第18屆國會選舉 | 全罗南道咸平郡·靈光郡·長城郡        | 統合民主黨     | 42,950  | 67.93% |          |      |
| 2012 | 第19屆國會選舉 | 全罗南道潭陽郡·咸平郡·靈光郡·長城郡 | 民主統合黨     | 63,887  | 77.32% |          |      |
| 2014 | 第6屆地方選舉  | 全罗南道知事                        | 新政治民主聯合 | 755,233 | 77.96% |          |      |
| 2020 | 第21屆國會選舉 | 首尔鐘路區                          | 共同民主党     | 54,902  | 58.38% |          |      |
| 2024 | 第22屆國會選舉 | 光州光山區乙                        | 新未來         | 17,237  | 13.84% |          |      |